# Militärkunst

Harry R. Hopps, 1917

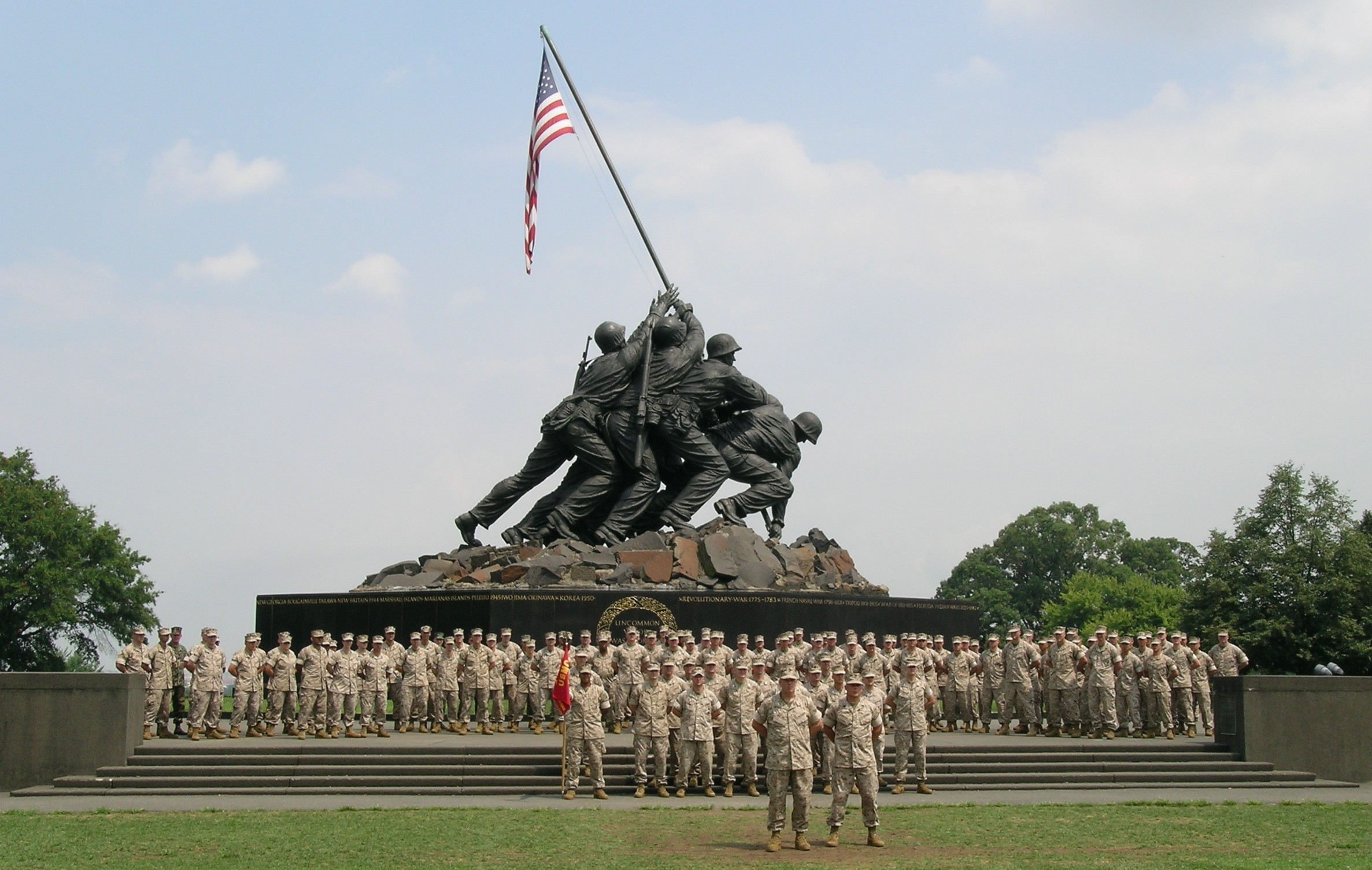
USMC War Memorial, 2004

Zur Kunst im Militärwesen zählen künstlerische Ausdrucksformen, die das Militärwesen und Krieg thematisieren. Dazu zählen Comic, Literatur, Kriegsmalerei, Kriegerdenkmale, Ansichtskarten, Plakatgestaltung für propagandistische Zwecke und Bildhauerei.